# Günter Bruns
Günter Bruns (* 3. Februar 1914 in Berlin; † 28. August 2003 Jena) war ein deutscher Mediziner (Pathologie) und Hochschullehrer an der Martin-Luther-Universität Halle-Wittenberg.
Bruns war zunächst am Pathologischen Institut der Universität Jena tätig, wo er sich 1952 bei Walther Fischer habilitierte und 1953 bis 1956 kommissarisch den Lehrstuhl für Pathologie innehatte. 1957 wurde er ordentlicher Professor für Pathologie an der Universität Halle-Wittenberg als Nachfolger von Julius Wätjen und Direktor des Pathologischen Instituts. 1960 wurde er Dekan der Medizinischen Fakultät in Halle. Nachdem er aus Protest und aufgrund von Konflikten in der Universität seine Professur niedergelegt hatte, übernahm er 1962 die Abteilung Experimentelle Pathologie und später den Bereich Experimentelle Therapie am Institut für Mikrobiologie und Experimentelle Therapie der Akademie der Wissenschaften der DDR in Jena.
1969 erhielt er den Carus-Preis. 1960 wurde er Mitglied der Leopoldina und von 1963 bis 1976 Sekretär ihrer medizinischen Abteilung. 1974 erhielt er die Verdienst-Medaille der Leopoldina.